# KTouch
KTouch è un programma educativo di apprendimento della scrittura a tastiera cieca, cioè la modalità di dattilografia che comporta lo scrivere senza guardare la tastiera.
È un software libero distribuito con licenza GNU General Public License, ed è incluso nel modulo kdeedu (programmi di edutainment) dell'ambiente desktop KDE.

## Caratteristiche
Il programma riconosce la mappatura della tastiera, e guida l'utente ad apprendere o migliorare la scrittura a tastiera cieca attraverso una serie di lezioni. Durante queste sono previsti alcuni indicatori, tra cui il tempo trascorso, i caratteri al minuto inseriti e l'accuratezza.